# 6120 Anhalt
6120 Anhalt è un asteroide della fascia principale. Scoperto nel 1987, presenta un'orbita caratterizzata da un semiasse maggiore pari a 2,3546964 UA e da un'eccentricità di 0,2212489, inclinata di 3,03347° rispetto all'eclittica.